# Museo de la paz de Corea del Norte
El Museo de la paz de Corea del Norte (en coreano: 조선민주주의인민공화국 평화박물관) está en el edificio construido para albergar la firma del Acuerdo de Armisticio de la guerra de Corea el 27 de julio de 1953. Se encuentra ubicado en el antiguo pueblo de Panmunjom (P'anmunjŏm) en la provincia de Hwanghae del Norte, en el país asiático de Corea del Norte.
Se encuentra a aproximadamente a 1,2 kilómetros (0,75 millas) al oeste de la Zona de Seguridad Conjunta (JSA), en la mitad norte de la Zona Desmilitarizada. El edificio es todo lo que queda de la antigua villa, y desde mediados de 1950, las referencias a Panmunjom en realidad se refieren al Área de Seguridad Conjunta en sí misma.
Las armas utilizadas para matar al capitán Arthur Bonifas y al teniente Mark Barrett, miembros del ejército estadounidense, en el incidente del hacha de 1976 se encuentran dentro del museo.
Hay un símbolo de una paloma encima de la puerta. En el momento de la firma del armisticio, una copia del cuadro de Pablo Picasso, La paloma, estaba colgada en el interior del edificio. Los estadounidenses se opusieron a él como símbolo del comunismo (Picasso era comunista) y fue cubierto.